# Plumeria stenopetala
Plumeria stenopetala là một loài thực vật có hoa trong họ La bố ma. Loài này được Urb. miêu tả khoa học đầu tiên năm 1902.